# Idioma tahoua
El idioma tahoua o tawellemmet (Tawəlləmmət) es la lengua de los tuaregs iwellemmeden y constituye la más hablada de todas las lenguas tuareg, parte de la rama bereber de la familia afroasiática. Es uno de los dos idiomas clasificados en los que se divide la lengua tamajaq, el otro idioma es el aïr tamajeq. Se habla en Mali, Níger y partes del norte de Nigeria por aproximadamente 801.000 personas.

## Denominación
El tawellemmet recibe también los nombres de amazigh, tahoua, tahoua tamajeq, tamachek, tamajaq (autónimo), tamashekin, tamasheq, tawallammat, tomacheck o tuareg.
También se denomina a veces tamajaq, nombre genérico compartido con tamajeq de Aïr.

## Hablantes
Con 801 000 hablantes, la mayoría en Níger.
Se usa tanto en casa como en la vida cotidiana. Algunas escuelas lo enseñan (16 escuelas primarias imparten lecciones hasta los primeros tres años) pero algunos niños de áreas urbanas ya no lo hablan.
Lo usan como segunda lengua los hablantes de tagdal y tasawag, ambas lenguas mixtas pertenecientes a las lenguas sonhay septentrionales .

### Reconocimiento legal
En 1999, el tawellemmet fue reconocido en la Constitución de Níger, artículo 3.

## Dialectos
Así mismo tiene dos dialectos:
- tawallammat tan ataram
- tawallammat tan dannag (ioullemmeden)

El ioullemmeden se clasifica como un dialecto distinto por Glottolog.

## Escritura
La escritura tradicional es el tifinag que en Níger recibe el nombre de shifinagh. También se utiliza el alfabeto árabe y el latino.